# Víctor Ugarte
Víctor Agustín Ugarte (ur. 5 maja 1926 w Tupizie, zm. 20 marca 1995 w La Paz) – boliwijski piłkarz, reprezentant kraju. 

## Kariera piłkarska
Ugarte swoją przygodę z piłką rozpoczął w 1947 w Club Bolívar. Wraz z drużyną trzykrotnie świętował zdobycie mistrzostwa División de Fútbol Profesional w sezonach 1950, 1953 i 1956. Przez 11 lat gry w Club Bolívar rozegrał 318 spotkań, w których w 52 razy pokonywał bramkarzy rywali. 
W 1958 opuścił swoją macierzystą drużynę na rzecz San Lorenzo. Dla San Lorenzo zagrał tylko w 3 spotkaniach, w których raz wpisał się na listę strzelców. Sezon 1959 spędził w Once Caldas, po czym powrócił do Club Bolívar. Ugarte zdobył z zespołem czwarte mistrzostwo División de Fútbol Profesional w sezonie 1966. Zwycięski sezon był jego ostatnim w karierze.

## Kariera reprezentacyjna
Ugarte swoją przygodę z reprezentacją rozpoczął 30 listopada 1947 meczem przeciwko Ekwadorowi podczas Copa América 1947, zakończonym remisem 2:2. Podczas tego zagrał także w 5 kolejnych spotkaniach z Argentyną, Urugwajem, Kolumbią, Peru i Chile. 
Dwa lata później znalazł się w kadrze na Copa América 1949. Na turnieju zagrał łącznie w 7 spotkaniach, strzelając 6 bramek. Rok później znalazł się w składzie Boliwii na pierwsze powojenne Mistrzostwa Świata. Zagrał w przegranym 0:8 meczu z późniejszym mistrzem świata Urugwajem. 
Podczas Copa América 1953 wystąpił w 6 spotkaniach, w których 3 razy wpisał się na listę strzelców. Także 6 spotkań rozegrał podczas Copa América 1959 rozgrywanego w Argentynie. Był ważną częścią reprezentacji Boliwii podczas Copa América 1963, na którym drużyna ta zdobyła jedyne w historii mistrzostwo kontynentu. Podczas turnieju zagrał w 5 spotkaniach z Ekwadorem, Peru, Paragwajem, Argentyną i Brazylią (2 bramki). Mecz z Brazylią był ostatnim dla Ugarte w drużynie narodowej. Łącznie Ugarte w latach 1947–1963 zagrał 45 spotkaniach reprezentacji Boliwii, w których strzelił 16 bramek.
| Mecze i gole w reprezentacji | Mecze i gole w reprezentacji | Mecze i gole w reprezentacji | Mecze i gole w reprezentacji | Mecze i gole w reprezentacji | Mecze i gole w reprezentacji | Mecze i gole w reprezentacji |
| #                            | Data                         | Miasto                       | Przeciwnik                   | Gol                          | Wynik                        | Rozgrywki                    |
| ---------------------------- | ---------------------------- | ---------------------------- | ---------------------------- | ---------------------------- | ---------------------------- | ---------------------------- |
| 1.                           | 30.11.1947                   | Guayaquil                    | Ekwador                      |                              | 2:2                          | Copa América 1947            |
| 2.                           | 03.12.1947                   | Guayaquil                    | Argentyna                    |                              | 0:7                          | Copa América 1947            |
| 3.                           | 09.12.1947                   | Guayaquil                    | Urugwaj                      |                              | 0:3                          | Copa América 1947            |
| 4.                           | 13.12.1947                   | Guayaquil                    | Kolumbia                     |                              | 0:0                          | Copa América 1947            |
| 5.                           | 27.12.1947                   | Guayaquil                    | Peru                         |                              | 0:2                          | Copa América 1947            |
| 6.                           | 30.12.1947                   | Guayaquil                    | Chile                        |                              | 3:4                          | Copa América 1947            |
| 7.                           | 08.01.1948                   | Lima                         | Peru                         |                              | 0:1                          | towarzyski                   |
| 8.                           | 06.04.1949                   | São Paulo                    | Chile                        | Gol                          | 3:2                          | Copa América 1949            |
| 9.                           | 10.04.1949                   | São Paulo                    | Brazylia                     | Gol                          | 1:10                         | Copa América 1949            |
| 10.                          | 17.04.1949                   | Rio de Janeiro               | Urugwaj                      | Gol                          | 3:2                          | Copa América 1949            |
| 11.                          | 24.04.1949                   | São Paulo                    | Ekwador                      | Gol · Gol                    | 2:0                          | Copa América 1949            |
| 12.                          | 27.04.1949                   | Santos                       | Peru                         |                              | 0:3                          | Copa América 1949            |
| 13.                          | 30.04.1949                   | São Paulo                    | Paragwaj                     |                              | 0:7                          | Copa América 1949            |
| 14.                          | 06.05.1949                   | Rio de Janeiro               | Kolumbia                     | Gol                          | 4:0                          | Copa América 1949            |
| 15.                          | 16.02.1950                   | La Paz                       | Chile                        |                              | 2:0                          | towarzyski                   |
| 16.                          | 12.03.1950                   | Santiago                     | Chile                        |                              | 0:5                          | towarzyski                   |
| 17.                          | 02.07.1950                   | Belo Horizonte               | Urugwaj                      |                              | 0:8                          | MŚ 1950                      |
| 18.                          | 22.02.1953                   | Lima                         | Peru                         | Gol                          | 1:0                          | Copa América 1953            |
| 19.                          | 25.02.1953                   | Lima                         | Urugwaj                      |                              | 0:2                          | Copa América 1953            |
| 20.                          | 01.03.1953                   | Lima                         | Brazylia                     | Gol                          | 1:8                          | Copa América 1953            |
| 21.                          | 08.03.1953                   | Lima                         | Ekwador                      | Gol                          | 1:1                          | Copa América 1953            |
| 22.                          | 16.03.1953                   | Lima                         | Paragwaj                     |                              | 1:2                          | Copa América 1953            |
| 23.                          | 28.03.1953                   | Lima                         | Chile                        |                              | 2:2                          | Copa América 1953            |
| 24.                          | 10.06.1957                   | Asunción                     | Paragwaj                     | Gol                          | 2:5                          | towarzyski                   |
| 25.                          | 12.06.1957                   | Asunción                     | Paragwaj                     | Gol                          | 1:0                          | towarzyski                   |
| 26.                          | 18.08.1957                   | La Paz                       | Paragwaj                     | Gol                          | 3:3                          | towarzyski                   |
| 27.                          | 21.08.1957                   | La Paz                       | Paragwaj                     | Gol                          | 2:1                          | towarzyski                   |
| 28.                          | 22.09.1957                   | Santiago                     | Chile                        |                              | 1:2                          | El. MŚ 1958                  |
| 29.                          | 29.09.1957                   | La Paz                       | Chile                        |                              | 3:0                          | El. MŚ 1958                  |
| 30.                          | 06.10.1957                   | La Paz                       | Argentyna                    |                              | 2:0                          | El. MŚ 1958                  |
| 31.                          | 27.10.1957                   | Buenos Aires                 | Argentyna                    |                              | 0:4                          | El. MŚ 1958                  |
| 32.                          | 08.03.1959                   | Buenos Aires                 | Urugwaj                      |                              | 0:7                          | Copa América 1959            |
| 33.                          | 11.03.1959                   | Buenos Aires                 | Argentyna                    |                              | 0:2                          | Copa América 1959            |
| 34.                          | 15.03.1959                   | Buenos Aires                 | Paragwaj                     |                              | 0:5                          | Copa América 1959            |
| 35.                          | 21.03.1959                   | Buenos Aires                 | Brazylia                     |                              | 2:4                          | Copa América 1959            |
| 36.                          | 26.03.1959                   | Buenos Aires                 | Chile                        |                              | 2:5                          | Copa América 1959            |
| 37.                          | 29.03.1959                   | Buenos Aires                 | Peru                         |                              | 0:0                          | Copa América 1959            |
| 38.                          | 12.06.1962                   | La Paz                       | Paragwaj                     |                              | 3:2                          | towarzyski                   |
| 39.                          | 18.08.1963                   | Asunción                     | Paragwaj                     |                              | 0:3                          | towarzyski                   |
| 40.                          | 21.08.1963                   | Asunción                     | Paragwaj                     | Gol                          | 1:5                          | towarzyski                   |
| 41.                          | 10.03.1963                   | La Paz                       | Ekwador                      |                              | 4:4                          | Copa América 1963            |
| 42.                          | 21.03.1963                   | La Paz                       | Peru                         |                              | 3:2                          | Copa América 1963            |
| 43.                          | 24.03.1963                   | Cochabamba                   | Paragwaj                     |                              | 2:0                          | Copa América 1963            |
| 44.                          | 28.03.1963                   | La Paz                       | Argentyna                    |                              | 3:2                          | Copa América 1963            |
| 45.                          | 31.03.1963                   | Cochabamba                   | Brazylia                     | Gol · Gol                    | 5:4                          | Copa América 1963            |

## Sukcesy
Boliwia
- Copa América: 1963 (1. miejsce)

Club Bolívar
- Mistrzostwo División de Fútbol Profesional (4): 1950, 1953, 1956, 1966